# Kojvattnet
Kojvattnet är en sjö i Krokoms kommun i Jämtland och ingår i Ångermanälvens huvudavrinningsområde. Kojvattnet ligger i Gråberget-Hotagsfjällen Natura 2000-område. Sjön avvattnas av vattendraget Ytterbäcken. Sjöns area är 0,1314 kvadratkilometer och den är belägen 719,7 meter över havet.

## Delavrinningsområde
Kojvattnet ingår i det delavrinningsområde (714173-142072) som SMHI kallar för Utloppet av Holmvattnet. Medelhöjden är 788 meter över havet och ytan är 4,04 kvadratkilometer. Det finns inga avrinningsområden uppströms utan avrinningsområdet är högsta punkten. Ytterbäcken som avvattnar avrinningsområdet har biflödesordning 3, vilket innebär att vattnet flödar genom totalt 3 vattendrag innan det når havet efter 308 kilometer. Avrinningsområdet består mestadels av skog (55 procent) och kalfjäll (42 procent). Avrinningsområdet har 0,13 kvadratkilometer vattenytor vilket ger det en sjöprocent på 3,2 procent.